# EN94
Les EN94 sont des rames automotrices électriques à deux caisses utilisées par la WKD (Chemin de Fer suburbain de Varsovie) de 1972 à 2016.

## Histoire
Ces rames ont été conçues pour remplacer les automotrices EN80 devenues trop anciennes. Un prototype fut construit en 1968 à l'usine Pafawag située à Wrocław. La production en série débuta en 1972.
Les EN94 se composent de deux motrices dont seule une possède un pantographe. Ces rames peuvent circuler sur des voies de rayons très faibles, le rayon minimal de la ligne étant de 22m.
Elles ont été retirées du service en mai 2016, lors de la conversion de l'alimentation électrique de la ligne de 600 V vers 3 000 V.
Sur les 40 rames fabriquées, 31 subsistaient à leur fin de service dans les années 2010. Les rames 01 (le prototype), 02, 05, 07, 11, 12, 20, 29 et 36 ont été réformées avant la réforme du matériel.
Dans les années 1990-1995, elles furent toutes modernisées aux ateliers ZNTK à Bydgoszcz (aujourd'hui, les ateliers PESA). Un troisième phare a été ajouté et les portières ont été changées. L'intérieur fut aussi rénové ainsi que la cabine de conduite.
À la fin de l'année 2001, la séparation de la WKD et de la PKP (chemins de fer de l'État Polonais) a permis aux rames d'être repeintes aux couleurs de la WKD. Quelques années avant leur fin de service, les vitres ont été changées et la vidéo-surveillance a été installée dans la plupart des rames.

## Galerie

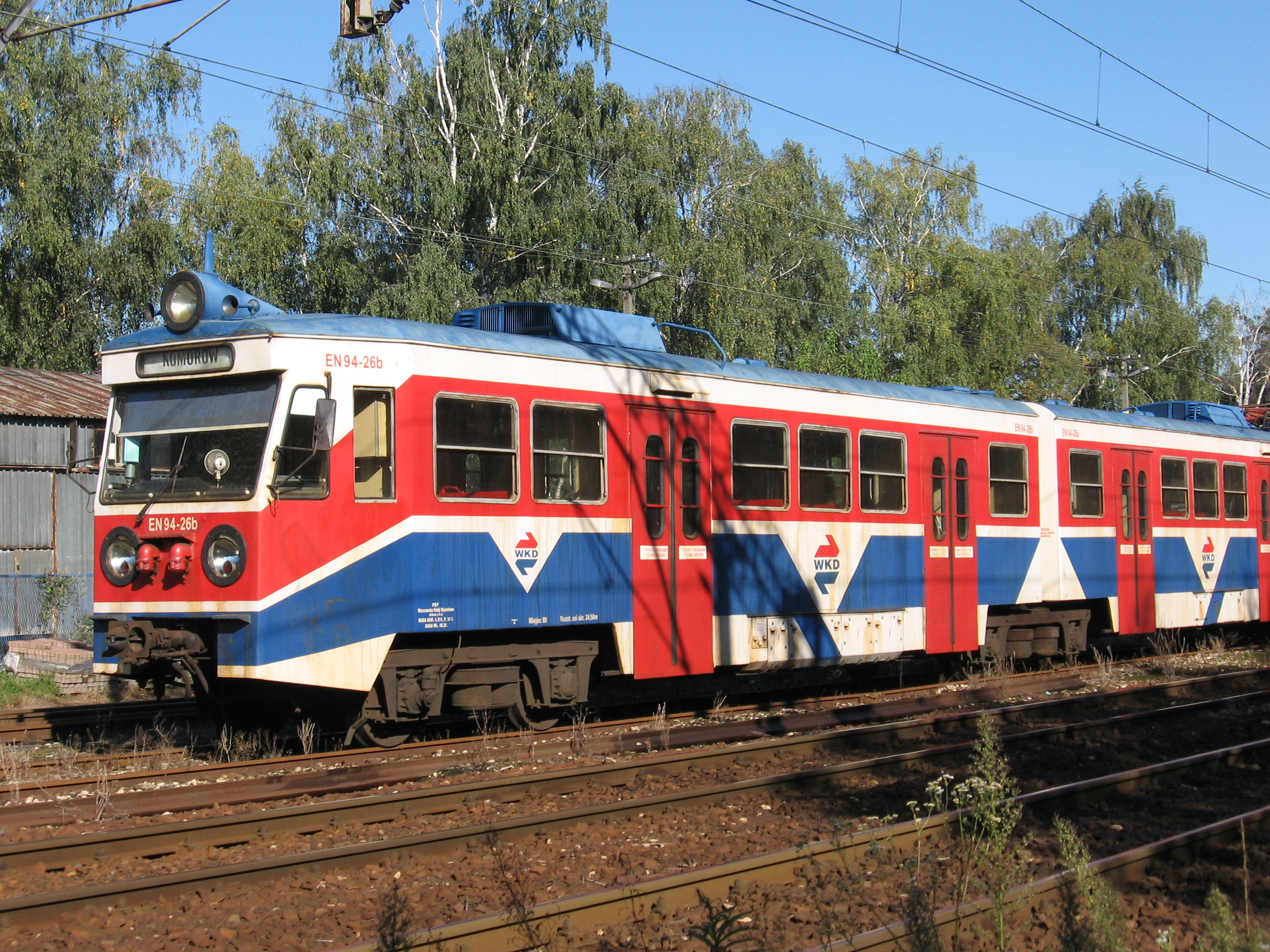
Extérieur
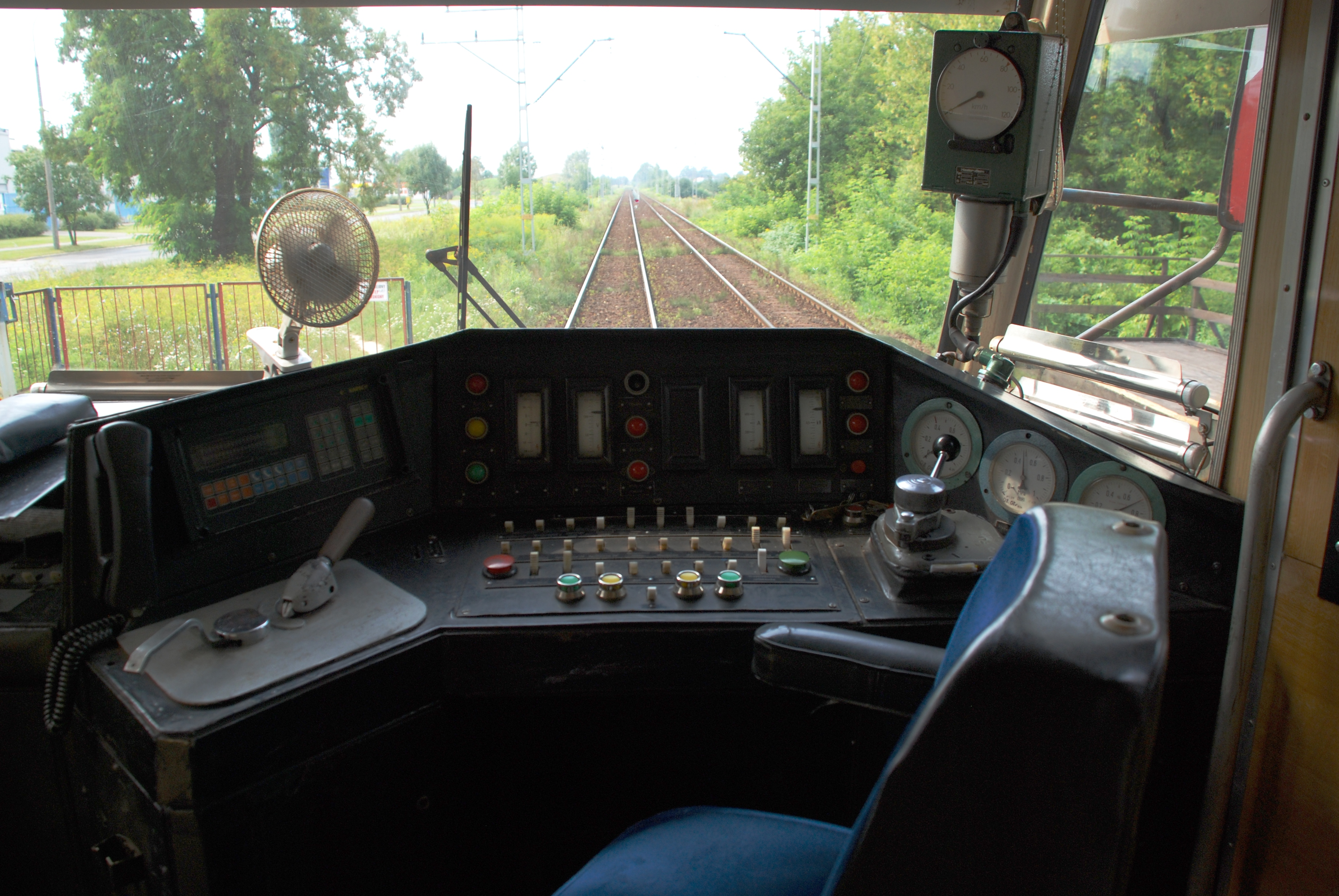
Cabine de conduite
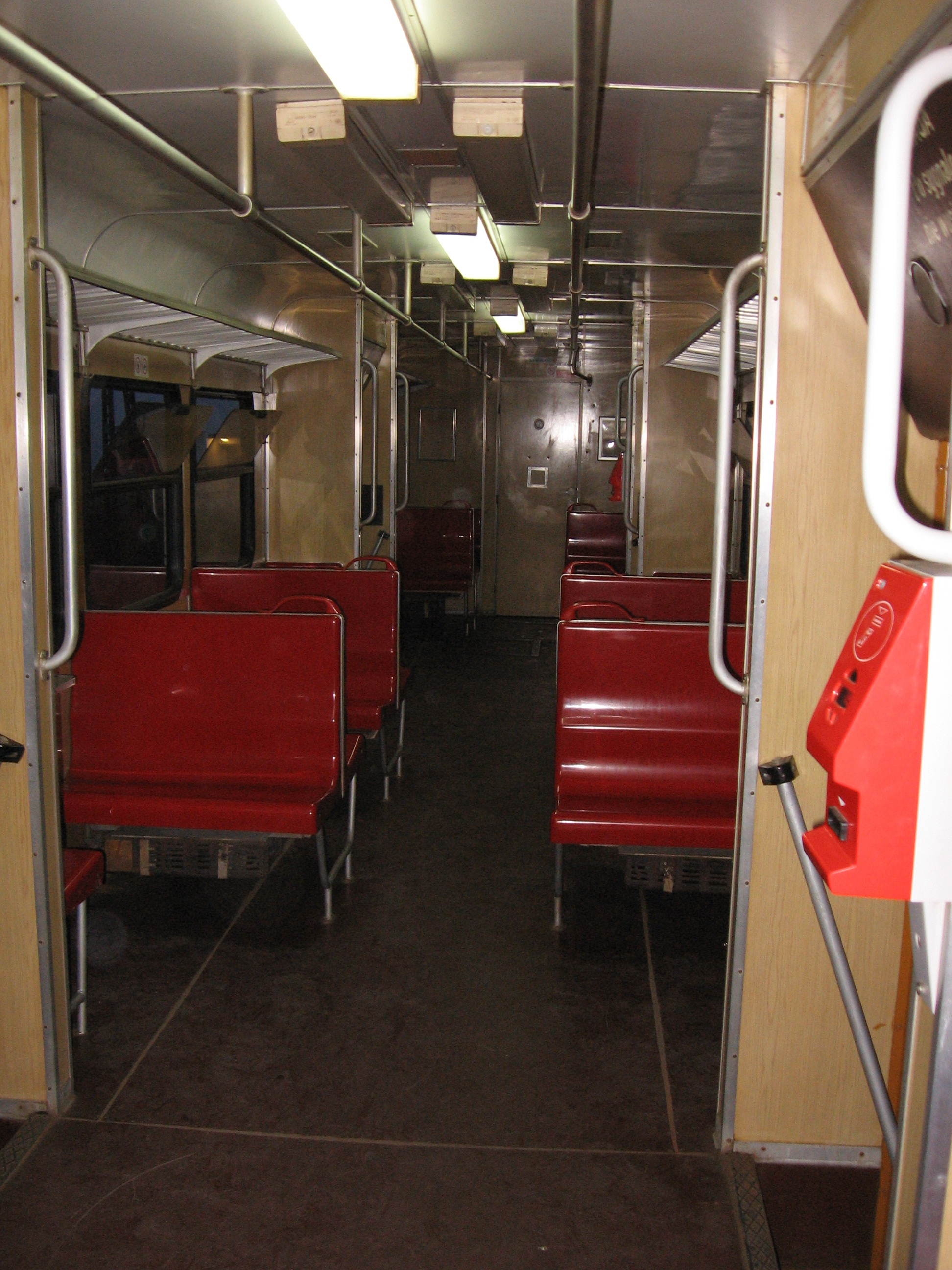
Intérieur